# La Encina (Salamanca)
La Encina es un municipio y localidad española de la provincia de Salamanca, en la comunidad autónoma de Castilla y León. Se integra dentro de la comarca de Ciudad Rodrigo y la subcomarca del Campo de Robledo. Pertenece al partido judicial de Ciudad Rodrigo.
Su término municipal está formado por las localidades de Cabezal Viejo, La Encina, Valdespino y Robliza (despoblado), ocupa una superficie total de 30,77 km² y según el padrón municipal elaborado por el INE en 2020, cuenta con una población de 108 habitantes.

## Geografía
Los municipios vecinos que limitan con La Encina son Ciudad Rodrigo (norte), Martiago y Herguijuela de Ciudad Rodrigo (sur), Pastores (este), El Bodón (oeste). Encontrándose a 101 km de la capital provincial.
Desde el punto de vista subcomarcal, en el Campo de Robledo se observan los siguientes límites que corresponden con la demarcación histórico-tradicional y geográfica del mismo, dentro de la Comarca de Ciudad Rodrigo.
| Noroeste: Portugal                 | Norte: Campo de Argañán       | Noreste: La Socampana |
| Oeste: Portugal                    |                               | Este: Los Agadones    |
| Suroeste: Sierra de Gata (Cáceres) | Sur: Sierra de Gata (Cáceres) | Sureste: Los Agadones |

### Orografía

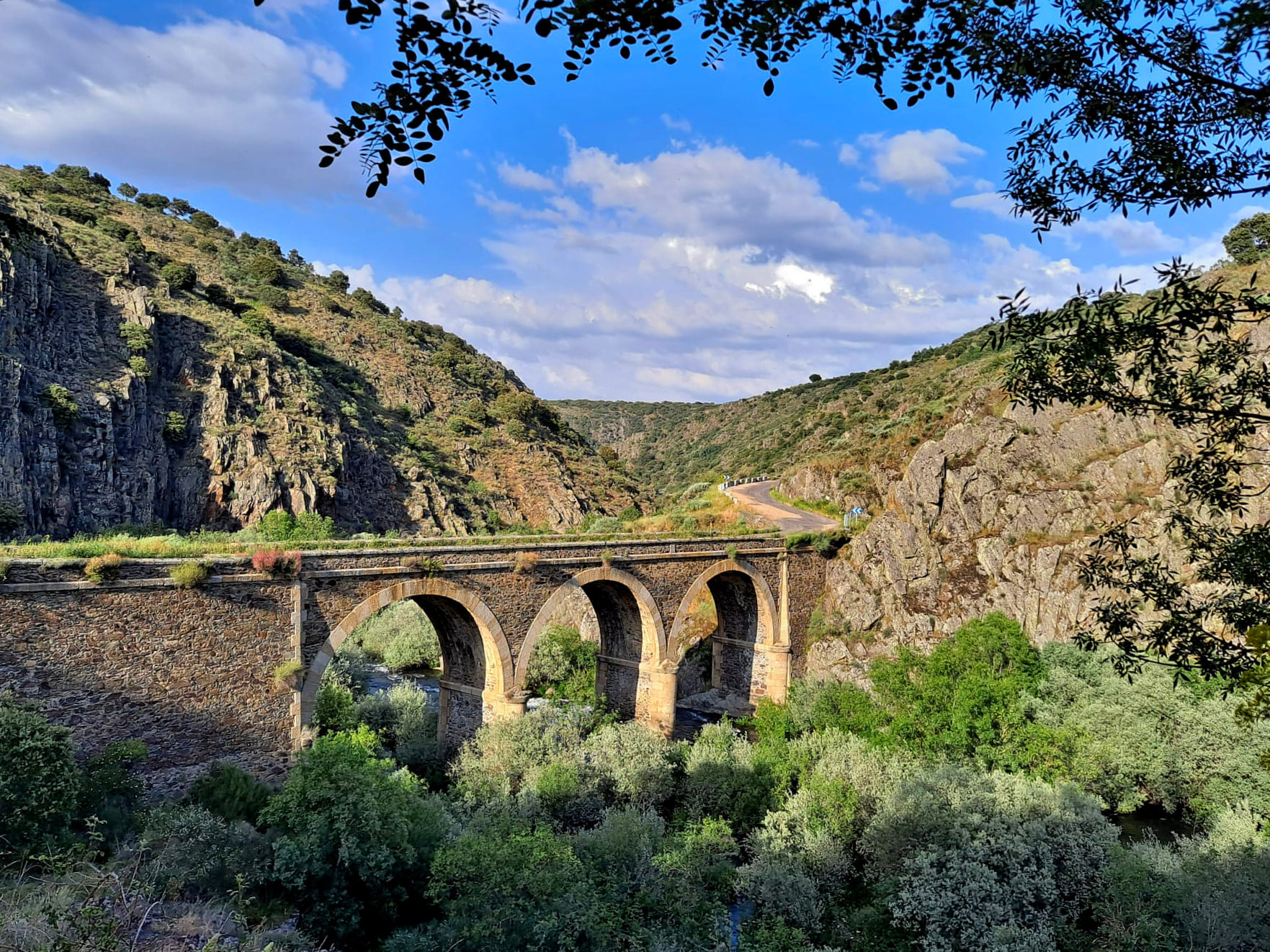
Risco de La Encina

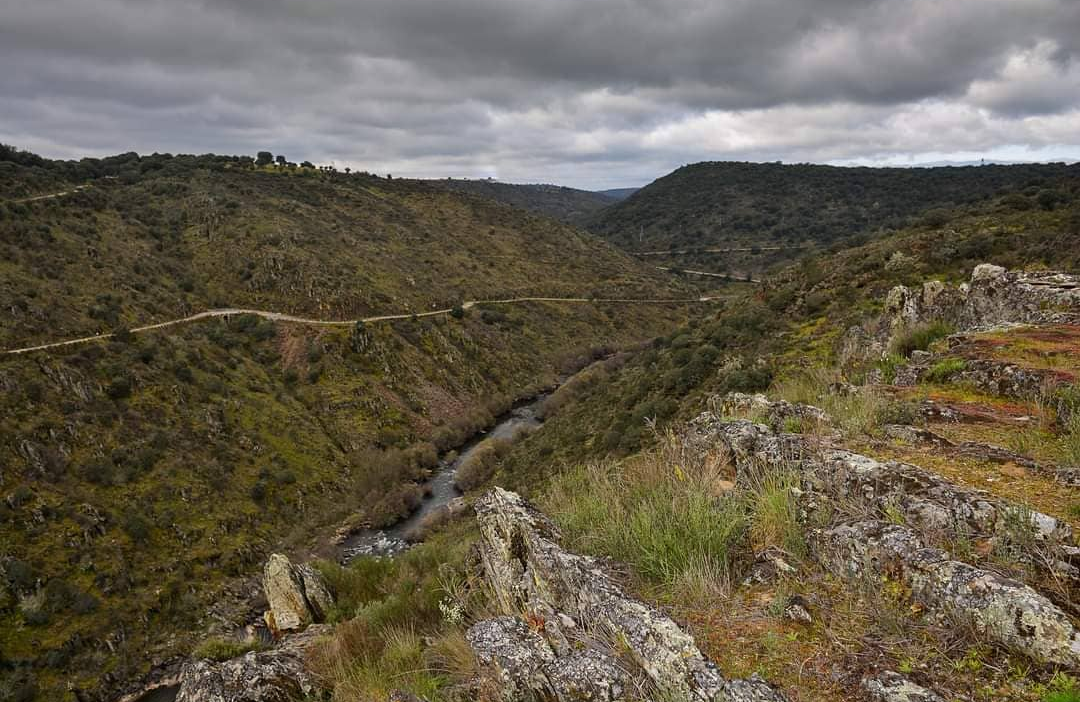
Mirador de los Piñones, en la ruta de la dehesa encineña

La Encina se encuentra situada en la Meseta Norte, concretamente en el sector occidental de la penillanura salmantina, donde predomina la litologia sílicea, como pizarras o cuarcitas. La permeabilidad de esta roca provoca la proliferación de acuíferos subterráneos, charcas y arroyos utilizados eminentemente en actividades agrícolas y ganaderas. Por la cercanía del río Águeda, a entorno 3 km de distancia, hace que el accidente geográfico más destacado del entorno del municipio sean "Los Riscos", estos encajamientos fluviales reciben la denominación del "Risco de Martiago" y del "Risco de la Herguijuela de Ciudad Rodrigo" 
En cuanto al paisaje que se presenta en el municipio, observamos el característico Campo Charro, y tal como su topónimo indica, la especie dominante en todo el paisaje circundante es la encina, (robles y pinares en menor medida). Respecto a la ribera del río, encontramos bosques-galería, de gran calidad ambiental, habitados por un nutrido número de especies de gran interés faunístico y botánico. 
Tanto en el municipio como en la comarca, se presenta una gran diversidad de fauna y flora silvestre, en donde predominan especies como el jabalí, el corzo, el zorro o la liebre y aves como buitres o águilas reales entre otras. Así mismo, al igual que en el resto de la comarca salmantina, se desarrolla una gran actividad micológica y cinegética, por la gran calidad y variedad de ejemplares animales y vegetales que ofrece la región. También el río Águeda, ofrece la posibilidad de disfrutar de las actividades lúdicas y zonas de baño que ofrece la morfología del terreno, así como el desarrollo de la pesca, en donde se presentan especies como el barbo común, la carpa común, la trucha, o el lucio y otras especies como la nutria o el cangrejo rojo americano, especie invasora que esta desplazando a la autóctona.

## Historia

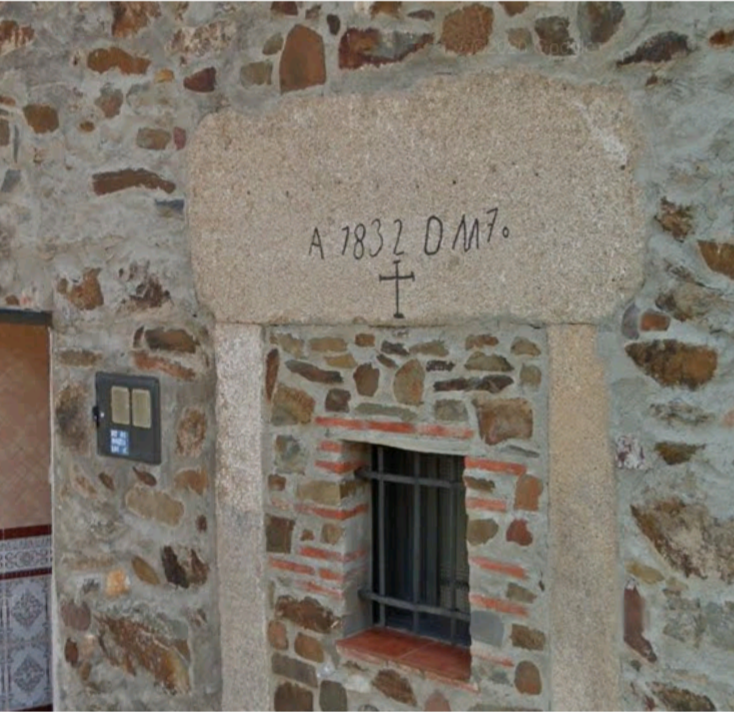
Casa datable más antigua, construida hacia 1832

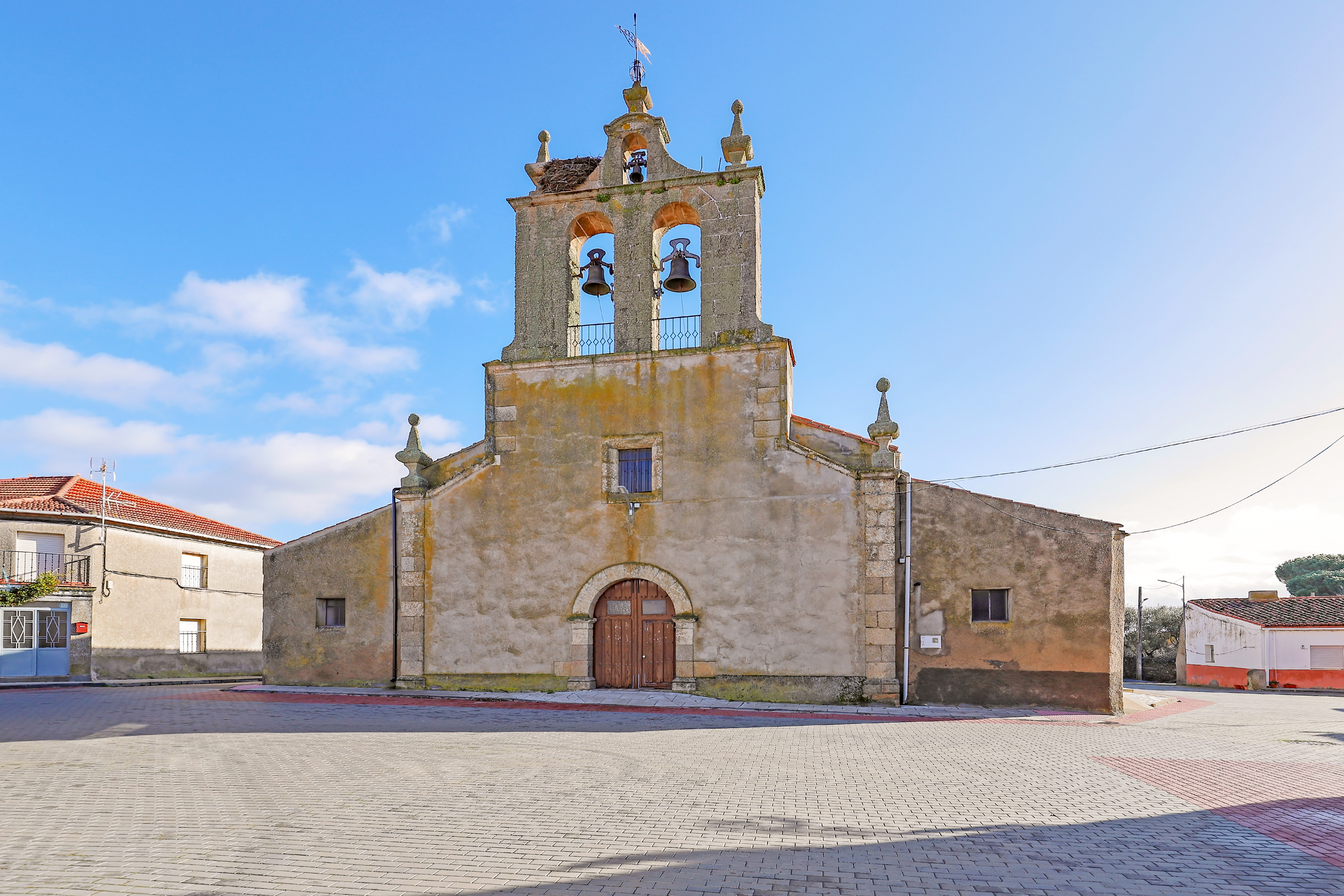
Iglesia parroquial de Nuestra Señora de la Asunción

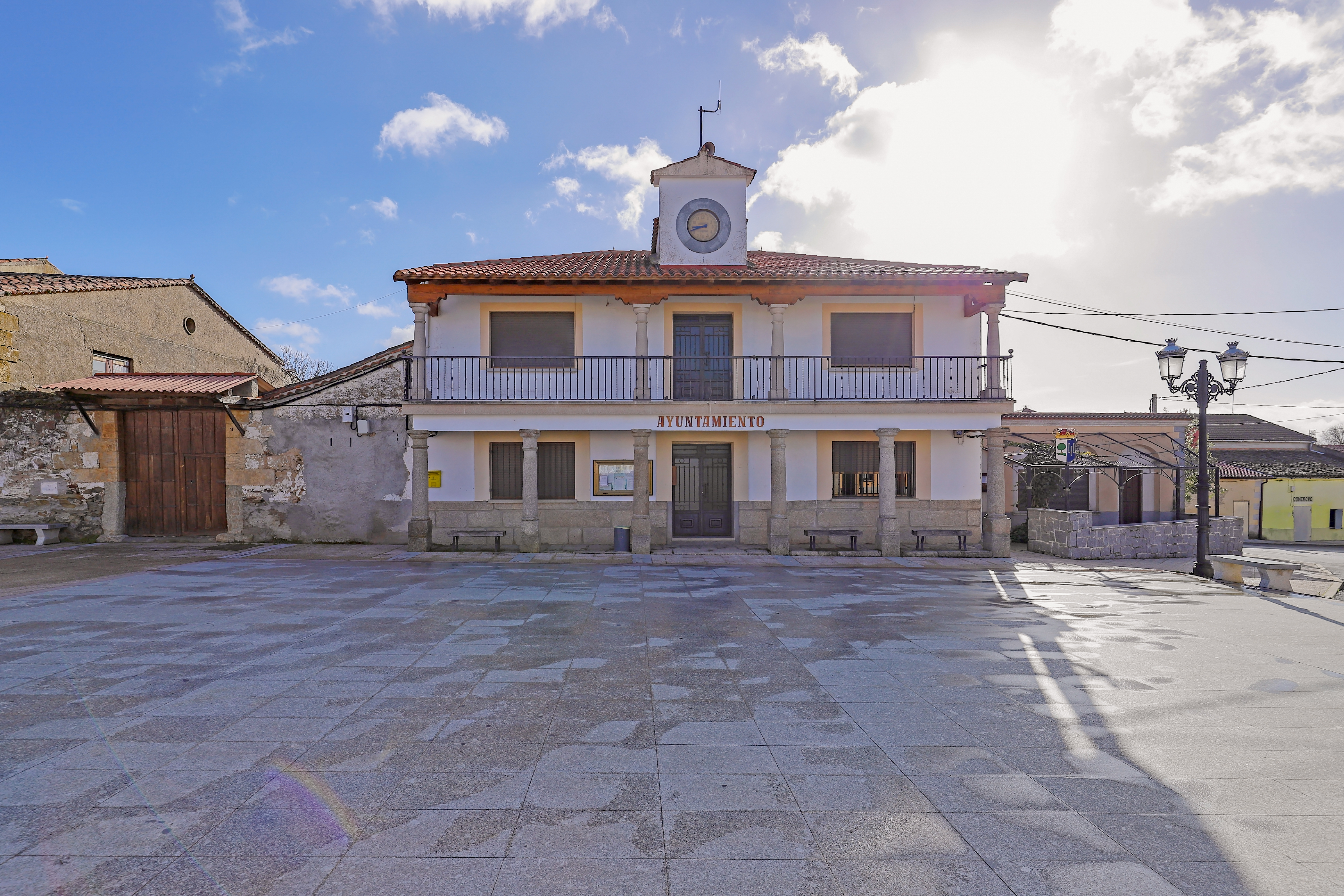
Casa consistorial

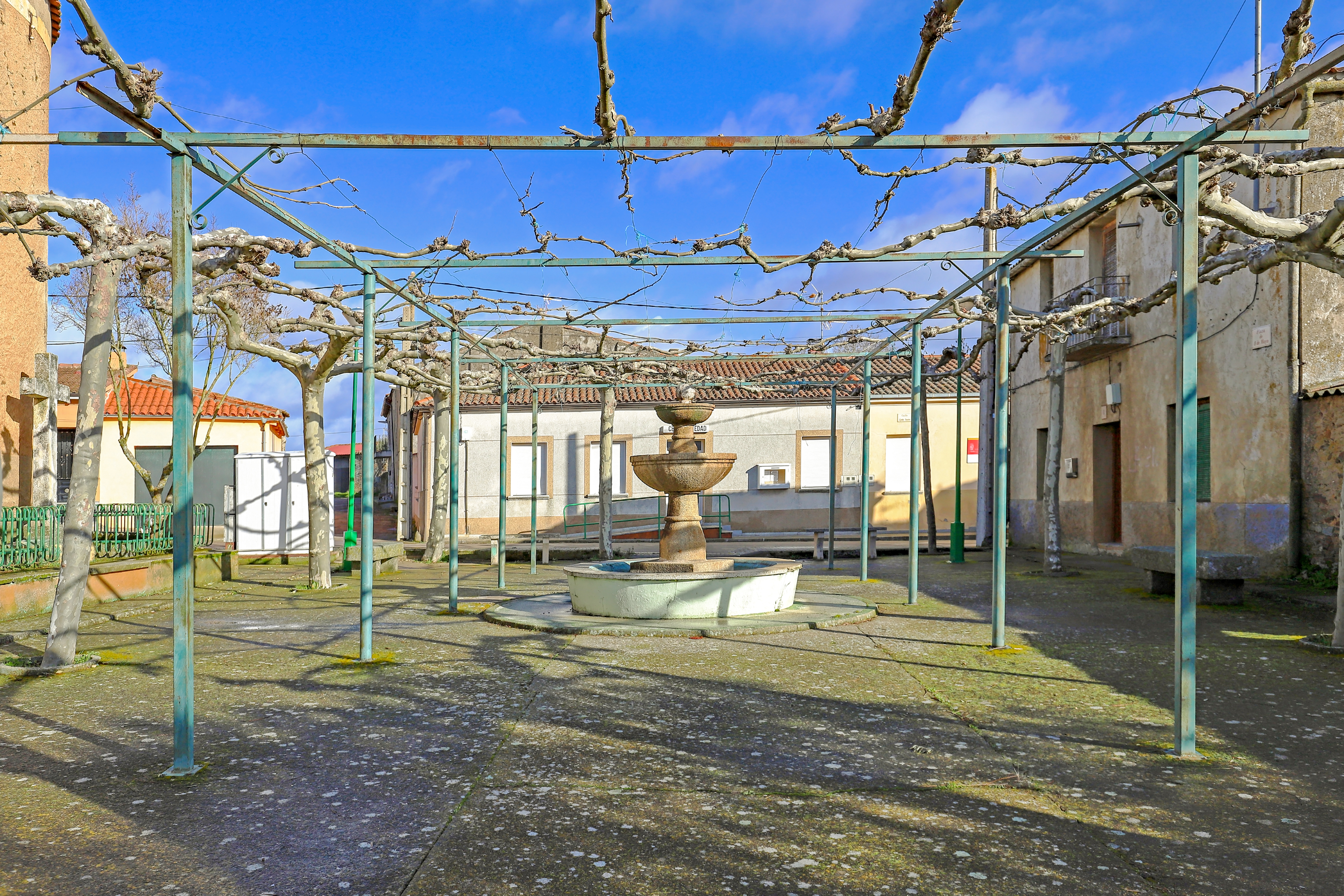
Plaza 8 de Mayo

Algunos hallazgos arqueológicos rememoran el pasado hábitat de estas tierras, prolíficas en pobladores desde tiempos prehistóricos. El paraje del Sierro Grande esconde vestigios del periodo Calcolítico que anteceden a otros más numerosos de época romana, como los del El Olmo y El Encinar. El mismo pueblo esconde una inscripción romana en la que se puede apreciar el término TONCATIVS. Las primeras alusiones a esta localidad aparecen a partir del siglo XII, como perteneciente al cabildo catedralicio de Ciudad Rodrigo. En el siglo XVI se cita a La Encina como aldea y término de Ciudad Rodrigo, perteneciente al Campo de Robledo (uno de los cinco sexmos en los que se dividía la tierra de Ciudad Rodrigo), en el archivo municipal se conserva un documento fechado en 1510. En el siglo XVII alcanza su propia jurisdicción como villa de realengo.
Con la creación de las actuales provincias en 1833, La Encina quedó encuadrado en la provincia de Salamanca, dentro de la Región Leonesa. Tras la construcción del Estado de las autonomías, al igual que el resto de la provincia salmantina, quedó encuadrada en la comunidad autónoma de Castilla y León tras su creación en 1983.

## Demografía
La Encina cuenta con una población de 100 habitantes (INE 2024).
| Gráfica de evolución demográfica de La Encina entre 1842 y 2021                                                     |
| |
| Población de derecho según los censos de población del INE Población de hecho según los censos de población del INE |

### Núcleos de población
El municipio se divide oficialmente en dos núcleos de población (La Encina y Robliza), si bien solo se encontraba poblado en 2020 el de La Encina.
| Núcleo de población                   | Población |
| ------------------------------------- | --------- |
| La Encina                             | 96        |
| Cabezal Viejo-Valdespino (diseminado) | 8         |
| Robliza                               | 0         |
| Total                                 | 104       |

## Símbolos

### Escudo
El escudo heráldico que representa al municipio fue aprobado el 20 de diciembre de 1993 con el siguiente blasón:

«Escudo: partido. Cuartel derecho (izquierdo según se mira), una encina enraizada sobre campo de oro, para representar los campos de cereal. Cuartel izquierdo (derecho según se mira), las armas de Ciudad Rodrigo, esto es, sobre campo de azur tres columnas en oro; la del medio va caída. Va timbrado en la Corona Real.»
Boletín Oficial del Estado nº 20 de 24 de enero de 1994

## Administración y política
| Periodo   | Nombre                   | Partido | Partido                                  |
| --------- | ------------------------ | ------- | ---------------------------------------- |
| 1979-1983 | Germán Mateos Gil        |         | Independiente                            |
| 1983-2015 | José María Gil Báez      |         | Partido Socialista Obrero Español (PSOE) |
| 2015-2024 | María Josefa Gómez Corvo |         | Partido Socialista Obrero Español (PSOE) |

| Partido político                         | 2019  | 2019  | 2019       | 2015  | 2015  | 2015       | 2011  | 2011  | 2011       | 2007  | 2007  | 2007       | 2003  | 2003  | 2003       |
| Partido político                         | %     | Votos | Concejales | %     | Votos | Concejales | %     | Votos | Concejales | %     | Votos | Concejales | %     | Votos | Concejales |
| Partido Socialista Obrero Español (PSOE) | 71,95 | 59    | 4          | 59,26 | 48    | 4          | 54,55 | 54    | 4          | 69,09 | 76    | 4          | 45,25 | 81    | 4          |
| Ciudadanos (CS)                          | 23,17 | 19    | 1          | —     | —     | —          | —     | —     | —          | —     | —     | —          | —     | —     | —          |
| Partido Popular (PP)                     | 7,32  | 6     | 0          | 27,16 | 22    | 1          | 41,41 | 41    | 1          | 26,36 | 29    | 1          | 29,05 | 52    | 1          |
| Unión del Pueblo Salmantino (UPSa)       | —     | —     | —          | —     | —     | —          | —     | —     | —          | 4,55  | 5     | 0          | —     | —     | —          |

## Parques

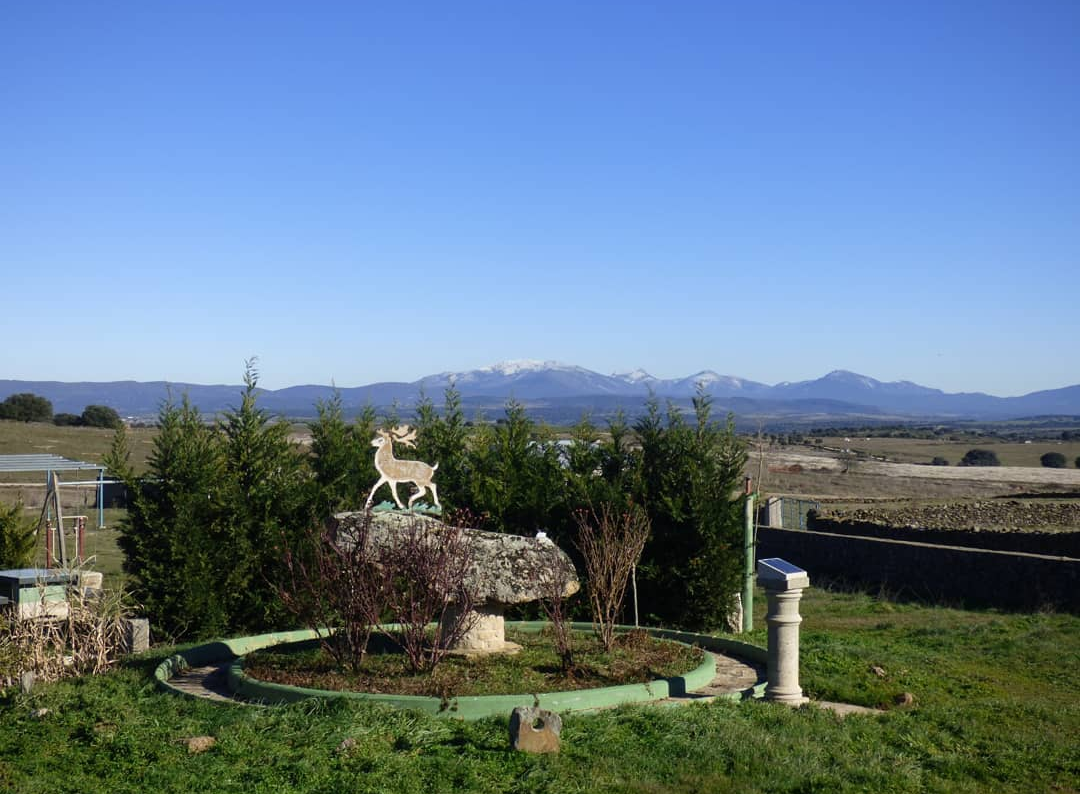
Parque Félix Rodríguez de la Fuente

El municipio cuenta con numerosos parques repartidos por la localidad; destacan el parque de Extremadura, el parque Nuevo y el parque Félix Rodríguez de la Fuente. Este fue inaugurado en 2015 por Odile Rodríguez de la Fuente, tercera hija de Félix Rodríguez de la Fuente. Durante la ceremonia Odile, junto con José María Gil, alcalde del pueblo, descubrieron una placa conmemorativa que reza lo siguiente:

"A la memoria de Félix Rodríguez de la Fuente en reconocimiento a su labor a favor de la naturaleza ibérica de la que la Sierra de Gata y los Riscos del Águeda forman parte, y en honor también a su hija Odile, por su incansable labor para preservar la memoria de su padre y seguir ayudando al medio rural"
Ayuntamiento de La Encina, 18 de septiembre de 2015.

## Equipamientos

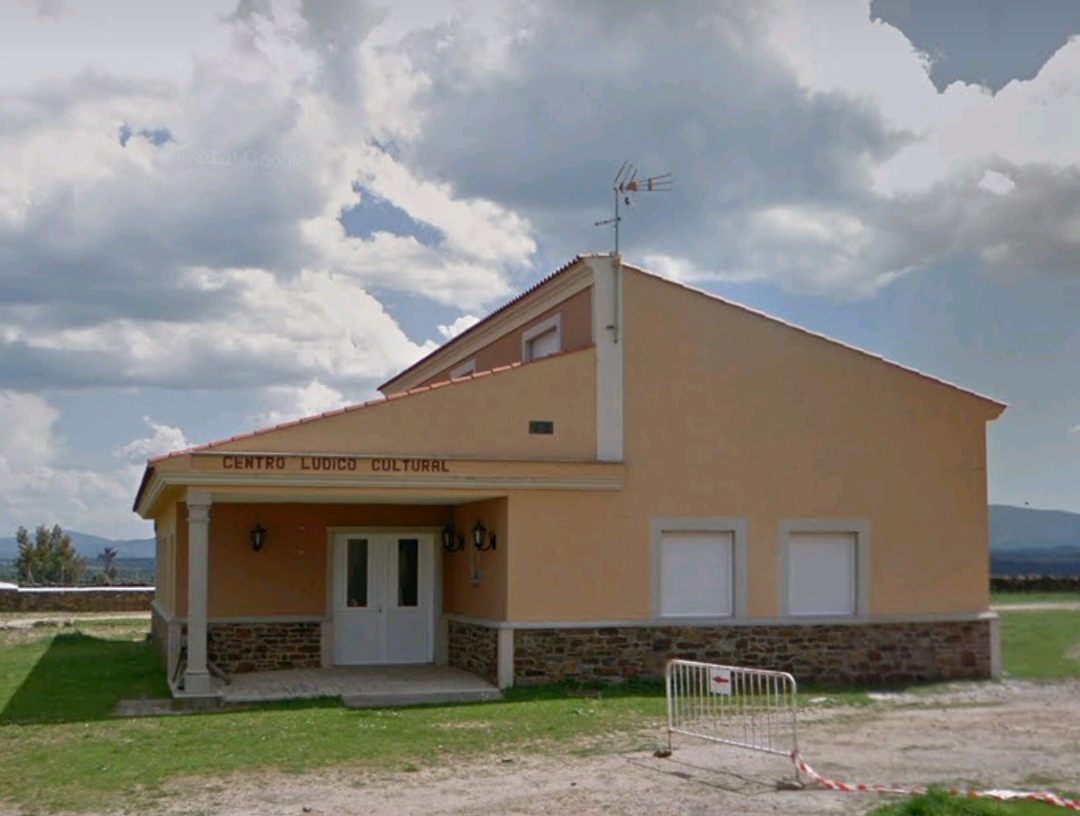
Centro lúdico y cultural

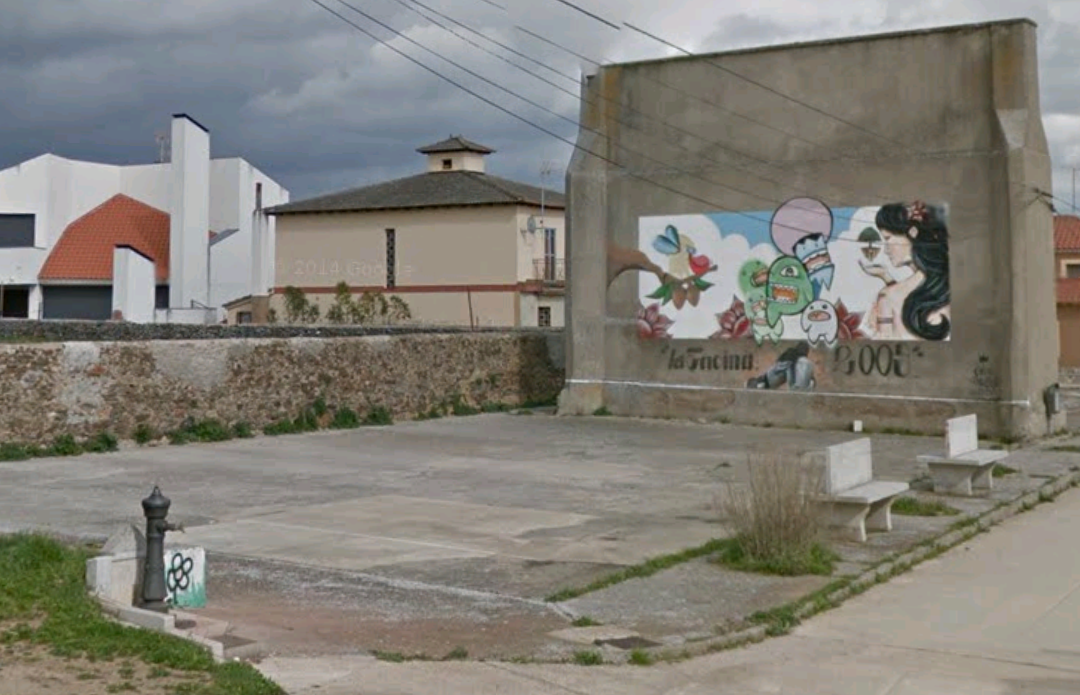
Frontón, lado norte

Destaca el centro lúdico y cultural y el frontón municipal.

## Fiestas
El 17 de enero, al igual que en el resto de la comarca tiene lugar las fiestas en honor a San Antón, patrón de los animales, encendiendo la característica iluminaria.
El 5 de febrero se celebra la fiesta de las Águedas. Está especialmente dedicada a las mujeres teniendo lugar el día 5 de febrero en conmemoración a Santa Águeda de Catania.
El 19 de mayo se celebran las fiestas de la localidad en honor al patrón del municipio, San Pedro Celestino.
Del 13 al 18 de agosto se celebran las fiestas en honor al Cristo de la Buena Muerte.